# Великая Быйгань
Вели́кая Бы́йгань (укр. Велика Бийгань, венг. Nagybégány) — село в Береговском районе Закарпатской области Украины. Административный центр Великобыйганьской сельской общины.

## История
В июле 1995 года Кабинет министров Украины утвердил решение о приватизации находившегося здесь совхоза.
Население по переписи 2001 года составляло 1893 человека.